# Hugo Knittel
Hugo Franz Knittel (* 17. Oktober 1888 in Freiburg im Breisgau; † 5. Mai 1958 ebenda) war ein deutscher Bildhauer. Er war der Sohn des Bildhauers Gustav Adolf Knittel (1852–1909), der Neffe von Berthold Knittel und der Vater von Bruno Knittel (1918–1977).

## Leben
Der zweite Sohn von Gustav Adolf Knittel besuchte in Metz die Realschule und begann anschließend eine Lehre als Buch und Kunsthandelskaufmann. Es folgte ein Volontariat bei H. Thiel, einem Architekten aus Le Sablon bei Metz. Als sein Vater erkrankte, wurde er ins Atelier geholt, dort ausgebildet und arbeitete fortan mit ihm zusammen. So war er bereits an der Ausschmückung der Gedenkhalle in Gravelotte beteiligt, die im Auftrag des Kaisers für die Gefallenen des Krieges von 1870/71 errichtet wurde. Gustav Adolf Knittel erfüllte mit seinem Sohn weitere derartige Aufträge, bevor die Familie 1907 zurück nach Freiburg zog, das sie 1896 verlassen hatte. Die schlechte wirtschaftliche Lage zwangen Hugo Knittel zur Tätigkeit als Grafiker in einer Kunstanstalt und später in einem Druckbetrieb. Aus dem Wehrdienst, zu dem er sich 1908 freiwillig gemeldet hatte, wurde er vorzeitig entlassen – wegen eines Herzleidens.
Nach dem Tod des Vaters ging Knittel als Grafiker an die Galvanoplastische Anstalt und Bronzegießerei Wolf in Frankfurt am Main. Im Rahmen dieser Tätigkeit reiste er nach Österreich-Ungarn, in die Schweiz und weitere europäische Länder, um sich fortzubilden. Neben der Beschäftigung vergangener Kunstepochen galt sein Interesse auch den Bildhauern seiner Zeit. So besuchte er beispielsweise Reinhold Begas, Fritz Klimsch, Heinrich Pohlmann, Ludwig Manzel, Adolf Brütt, Georg Grasegger, Hugo Lederer, Hubert Netzer, Adolf von Hildebrand, Hermann Hahn, Georg Wrba, Anton Hanak, Max Klinger und Hans Dammann. Letzterer vermittelte ihm Kontakte zu vielen weiteren Persönlichkeiten. Weiterhin beriet Knittel den Berner Topografen und Ingenieur Simon Simon (1857–1925) zur Bronzeausführung seines Alpenreliefs in technischer Hinsicht. In der Schweiz lernte er die gebürtige Schweizerin Johanna Eichenberger kennen und heiratete sie 1912.
Die Anstalt wurde wegen des Rohstoffmangels durch den Ersten Weltkrieg aufgelöst. Knittel wurde einberufen, aber wegen des Herzleidens erneut entlassen. Nach einer Zeit beim Roten Kreuz meldete er sich 1915 in Karlsruhe freiwillig zum Dienst im 1. Badischen Leib-Dragoner-Regiment Nr. 20. Er wurde zwar angenommen, aber später aus Gesundheitsgründen entlassen. Bis Kriegsende war Knittel fortan im Hilfsdienst tätig, wofür er ausgezeichnet wurde.

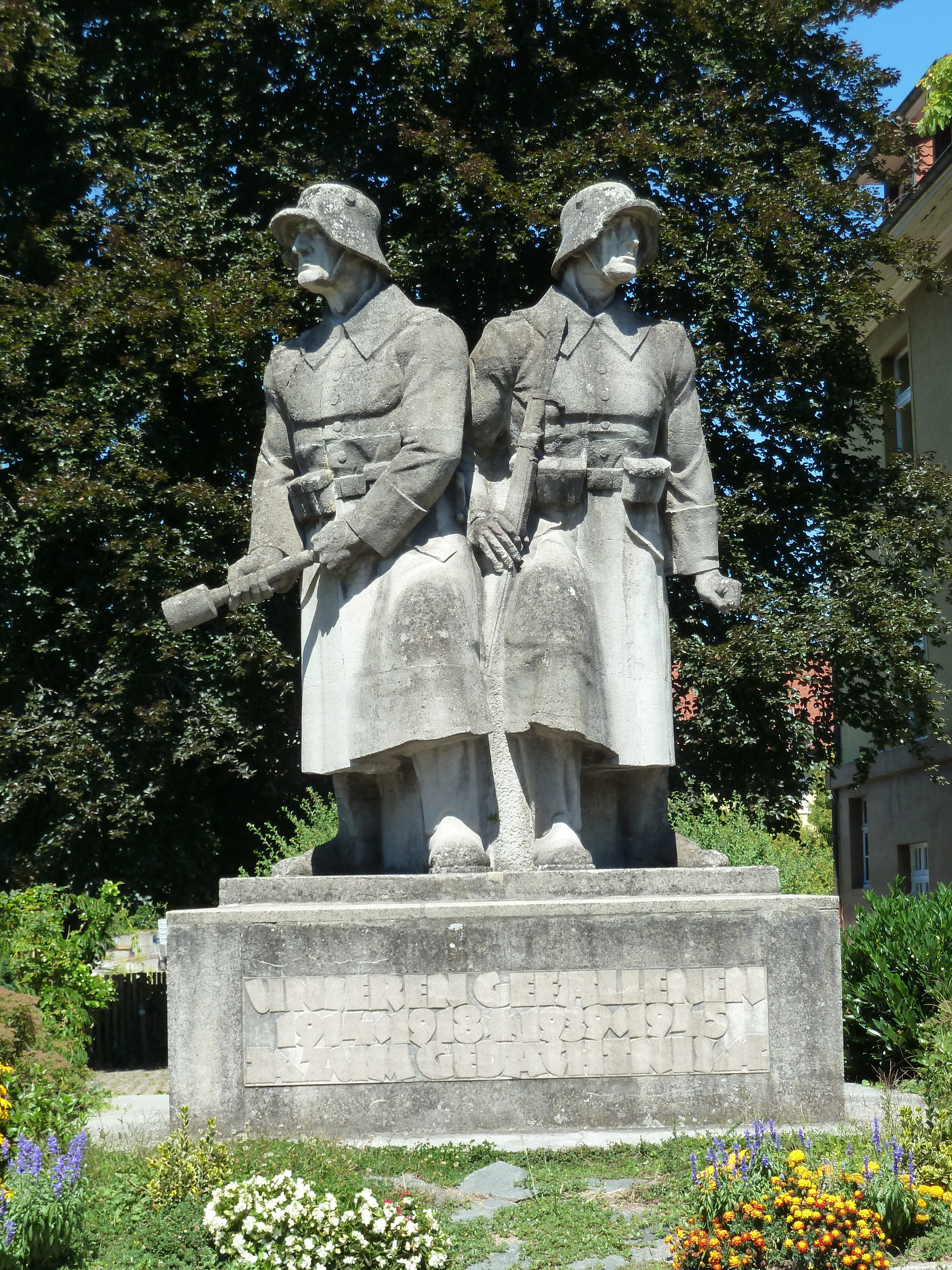
Kriegerdenkmal in Murg (Schulhof, alter Standort)

Knittel schuf in der Folge viele Kriegerdenkmäler. Bedingt durch die wirtschaftliche Lage zwischen den Weltkriegen verzichtete Knittel bei einigen seiner Ehrendenkmäler auf Gewinn oder subventionierte sie sogar. Besonders diese Ehrenmale für den Ersten Weltkrieg aus der Zeit des Dritten Reiches sind heute teilweise umstritten. Hierzu gehört beispielsweise das Kriegerdenkmal für Gefallene und Vermisste des Ersten Weltkriegs im Stadtgarten von Furtwangen, das am 1. August 1937 eingeweiht wurde. Der Abriss des mittlerweile massiv beschädigten Denkmals wurde bereits im Jahr 1960 von drei Kirchengemeinden gefordert und 1967 vom Gemeinderat beschlossen. Obwohl das im Beschluss geforderte „Ersatzdenkmal“ für beide Weltkriege mittlerweile auf dem Friedhof errichtet wurde, steht Knittels Denkmal noch heute. Ebenfalls umstritten ist das Kriegerdenkmal in Murg, da es sich auf einem Schulhof befindet. Dennoch wurde im Jahr 2000 seine Sanierung für 45.000 Euro beschlossen. Trotz heftiger Proteste der VdK-Ortsgruppe wurde im Jahr 2013 beschlossen, es im Rahmen der Neugestaltung des Schulgeländes zu versetzen und erneut zu sanieren. Am 23. Oktober 2014 war es soweit: Das Kriegerdenkmal wurde um 50 Meter versetzt – von der Südwestseite der Schule zur Nordwestseite.
Zu Anfang des Zweiten Weltkriegs fertigte Knittel zwischen 1939 und 1940 Modelle für die Befestigungsanlagen der Gruppenbauleitung Oberrhein. Von 1941 bis 1944 war er beauftragt, die Denkmäler aus dem Deutsch-Französischen Krieg und dem Ersten Weltkrieg in Ober- und Unterelsass umzugestalten bzw. zu renovieren. Es folgten Staatsaufträge, darunter das Hochrelief Aufbruch am Ehrendenkmal in Munster sowie zwei Jünglingsfiguren und einen Reichsadler mit einer Flügelspannweite von 10 Metern. Nachdem er seine Werke Wilhelm Kreis, dem Generalbaurat für die deutschen Kriegerfriedhöfe, vorgelegt hatte, erhielt er weitere Aufträge. Im Spätsommer 1943 leitete er Befestigungsanlagen. Währenddessen wurde er zweimal wegen einer Handverletzung operiert, wegen der ihm eine Amputation drohte. Knittel war dennoch bis zum Ende des Krieges 1945 im Einsatz. Knittels Halbakt am Landespionierdenkmal zu Ehren des Badischen Pionier-Bataillons Nr. 14 in Kehl wurde wegen des künstlerischen Wertes unter den Schutz der Besatzungsmacht gestellt.
1946 schuf Knittel eine Christusfigur für Gundelsheim. Eine weitere war für eine Kirche bei Heilbronn bestimmt, konnte allerdings infolge der Währungsreform 1948 nicht mehr erstellt werden.
Knittel bot Anfang der 1950er-Jahre an, die Figur kostenlos auf dem Freiburger Bertoldsbrunnen nachzubilden, die im Zweiten Weltkrieg zerstört worden war. Sein Entwurf konnte trotz mehrerer Umarbeitungen die Kritiker nicht überzeugen. Er basierte u. a. auf Vorkriegsfotografien der Unternehmergattin und Fotografin Annemarie Brenzinger. Schließlich wurde der Entwurf von Nikolaus Röslmeir umgesetzt.
Ein doppellebensgroßes Reiterstandbild führte Knittel von 1950 bis 1957 als Vor-Entwurf und Modell aus.
Die Freiburger Hindenburg-Mädchenoberrealschule, das heutige Goethe-Gymnasium, erhielt von Hugo Knittel eine Büste Paul von Hindenburgs. Zudem schuf er eine Büste von Albert Schweitzer.
Die Söhne von Hugo Knittel waren ebenfalls künstlerisch tätig: Wolfgang Knittel wurde Kunstmaler und Grafiker, während Bruno Knittel ebenfalls Bildhauer wurde.

## Werke (Auswahl)

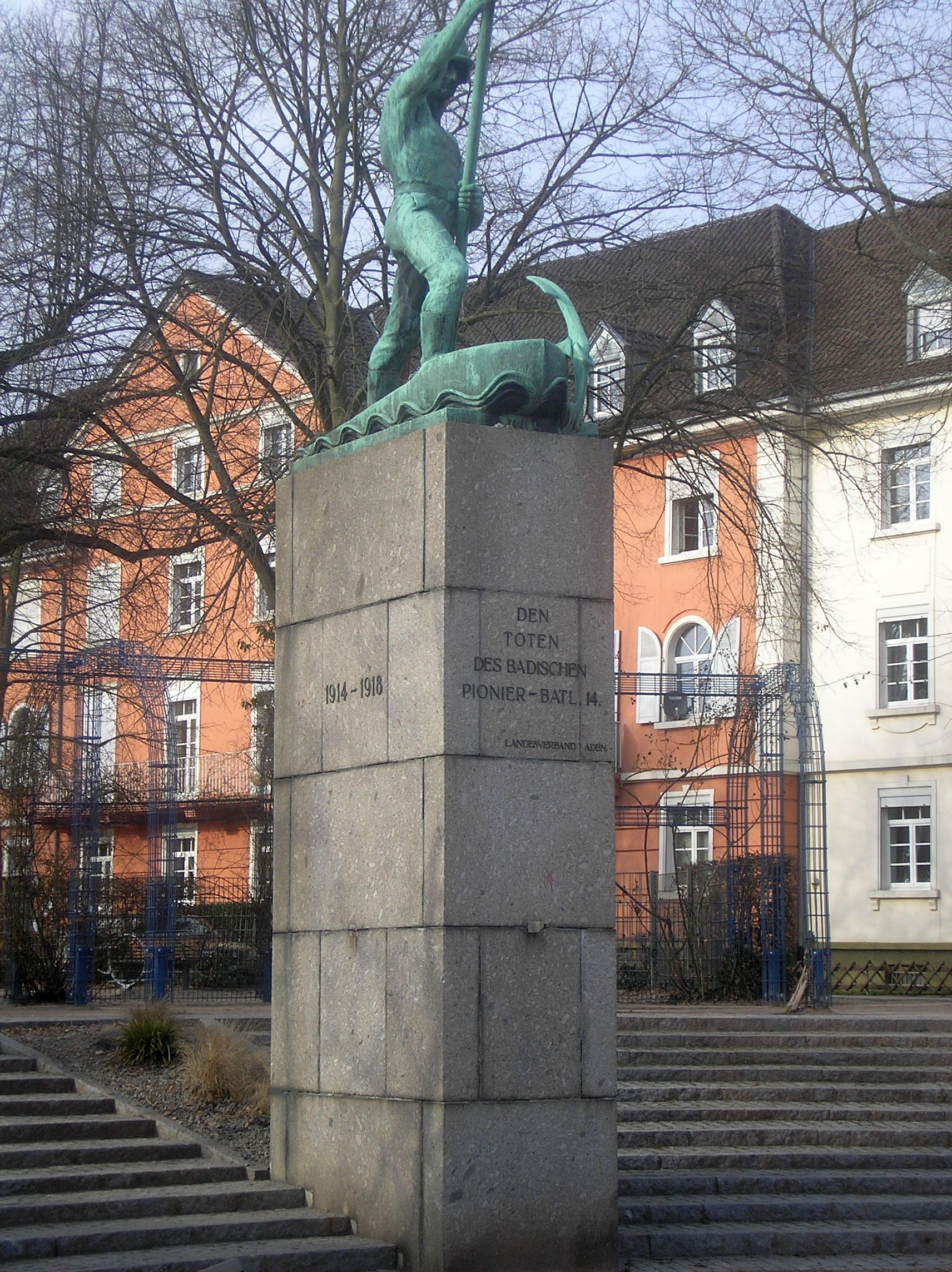
Denkmal für Badisches Pionier-Bataillon Nr. 14 in Kehl

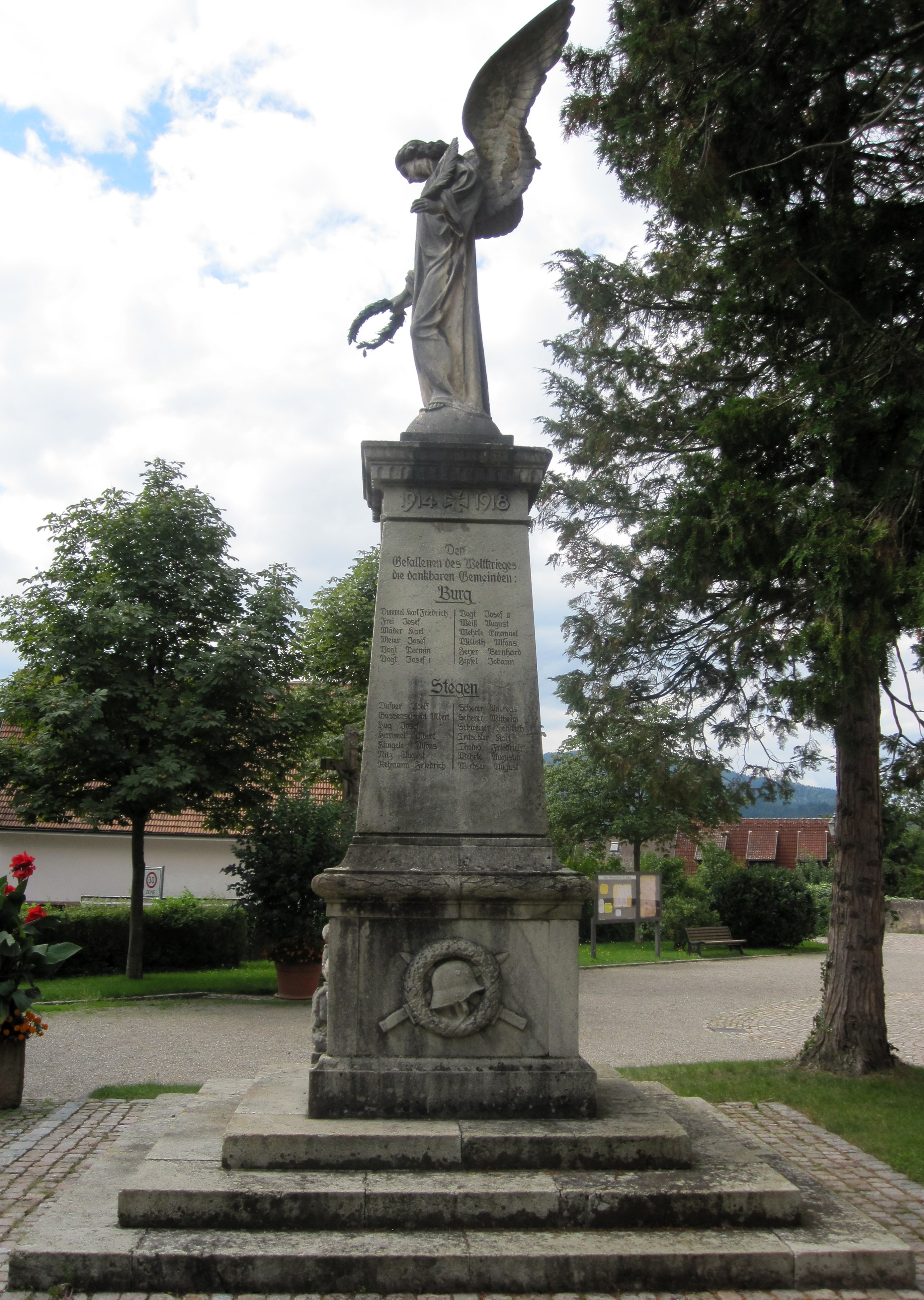
Kriegerdenkmal in Kirchzarten

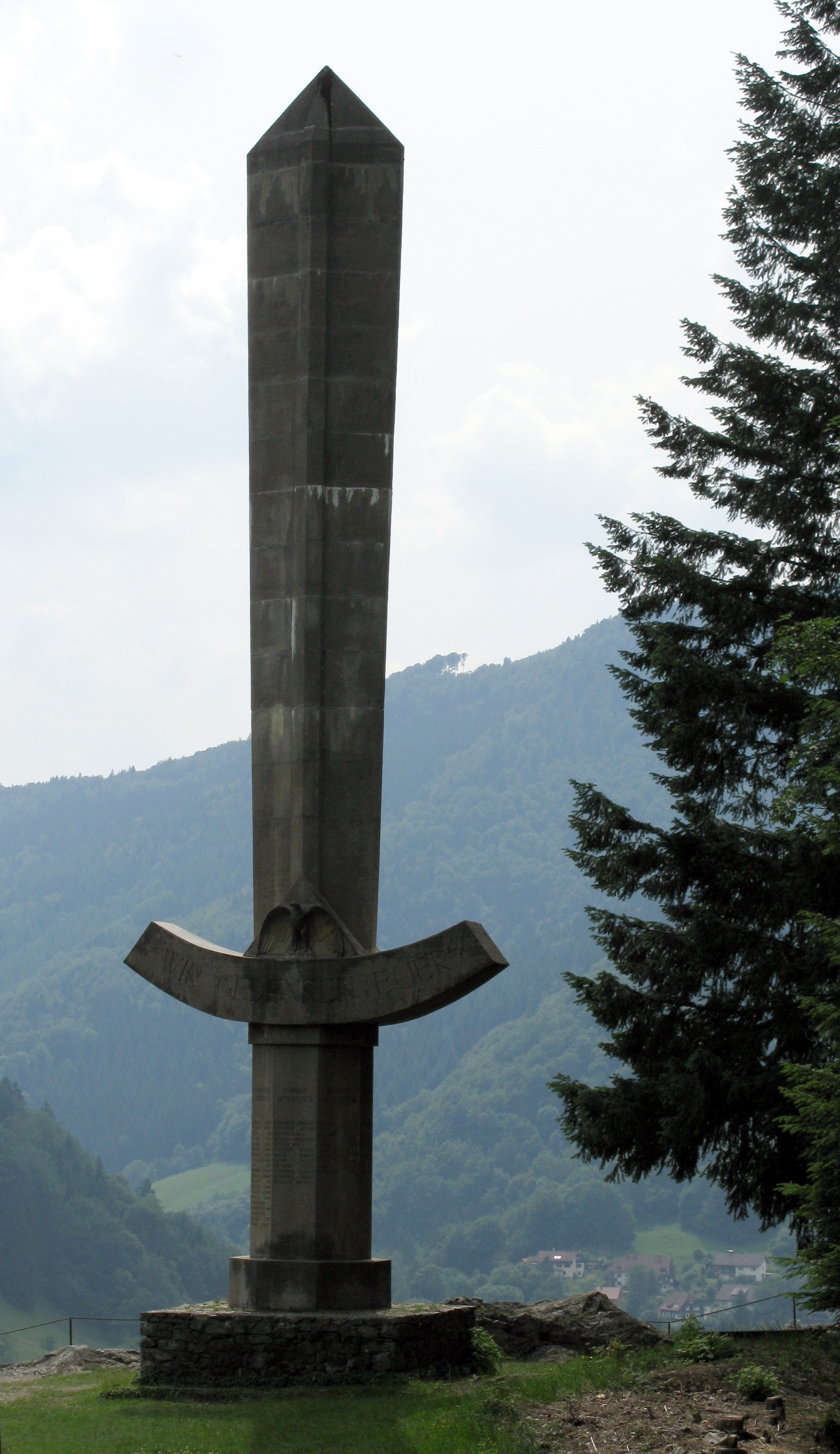
Kriegerdenkmal auf dem Brandfelsen in Todtnau

- Kehl: Halbakt auf dem Denkmal für das Badische Pionier-Bataillon Nr. 14 im Rosengarten
- Freiburg im Breisgau: Bronzerelief Friedrich Ludwig Jahn (1928)[11]
- Kirchzarten: Kriegerdenkmal vor der Kirche (1928)
- Waldkirch-Buchholz: Heldendenkmal (1933)
- Todtnau: Schwertdenkmal auf dem Brandfelsen (1932)[12]
- Todtnauberg: Gefallenendenkmal auf altem Friedhof unterhalb der Kirche (1934)[13]
- Mannheim: Schlageter-Denkmal im Schlosspark[14]
- Oppenau: Ehrenmal
- Furtwangen: Kriegerdenkmal für Gefallene und Vermisste des Ersten Weltkriegs im Stadtgarten[3]
- Murg: Kriegerdenkmal auf dem Schulhof (1938)[5]
- Haslach im Kinzigtal: Ehrenmal (1979 abgerissen und durch Mahnmal des Steinbildhauermeisters Herbert Maier (1933–1995) ersetzt)[15]
- Munster: Hochrelief Aufbruch am Ehrendenkmal
- Gundelsheim: steinerne Kolossalstatue Christi für die ehemalige Georgskapelle bzw. heutige Friedhofskapelle (1946)
- Hornberg: Figurengruppe Hornberger Schießen am Stadtbrunnen (1954/55)
- Köndringen: Figur Soldat, der nach Frankreich blickt; die Waffen wurden inzwischen durch Blumen ersetzt[4]
- Malterdingen: Skulptur auf dem Marktplatz[4]